# Aosa
Aosa, biljni rod iz porodice Loasaceae, dio reda Cornales. Postoji šest vrsta jednogodišnjeg bilja, polugrmova i grmova na Karibima, Srednjoj Americi i Brazilu i Kolumbiji.
Rod je opisan u Taxon 55(2): 464. 2006.

## Vrste
1. Aosa gilgiana (Urb.) Weigend
2. Aosa grandis (Standl.) R.H.Acuña & Weigend
3. Aosa parviflora (Schrad. ex DC.) Weigend
4. Aosa plumieri (Urb.) Weigend
5. Aosa rupestris (Gardner) Weigend
6. Aosa sigmoidea Weigend

## Sinonimi
- Chichicaste Weigend